# Тремадог

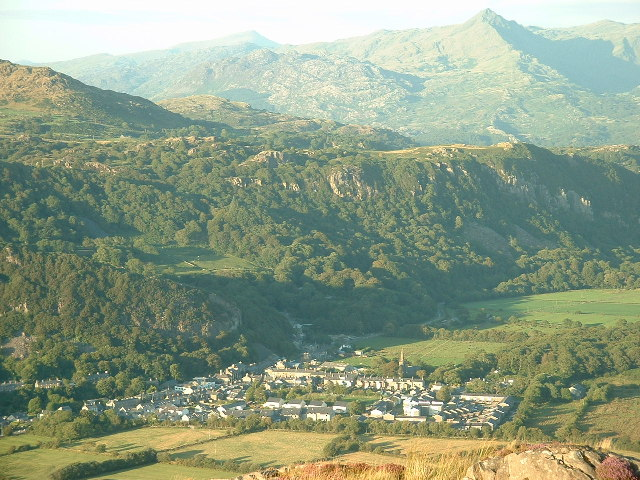
Общий вид

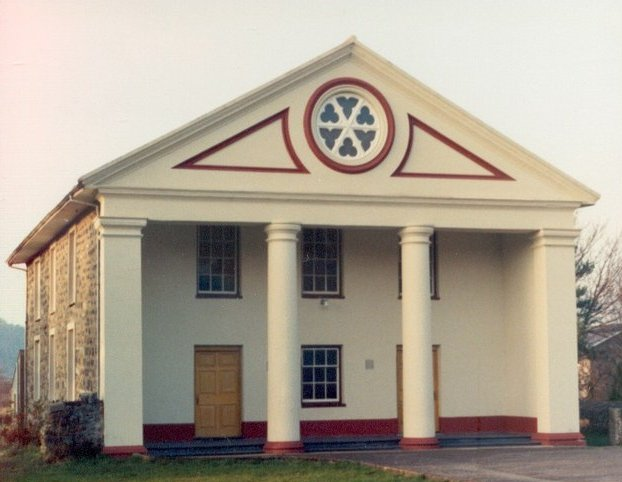
Часовня Кейпел-Пениел

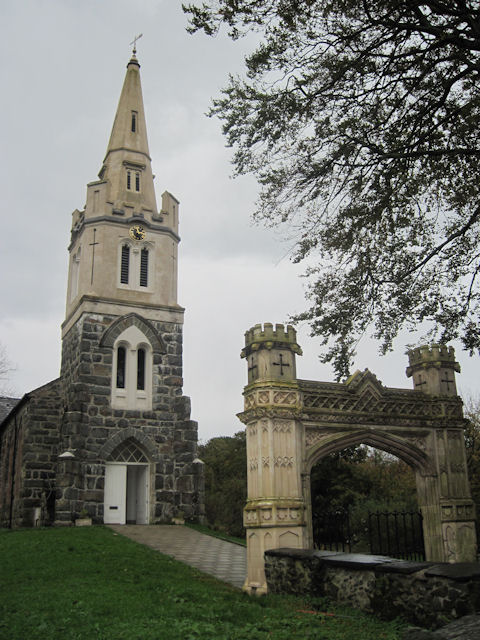
Церковь

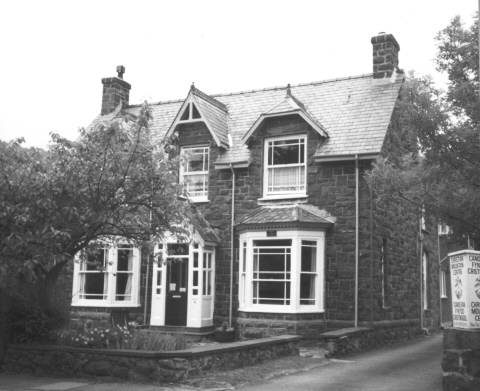
Дом, в котором родился Лоуренс.

Трема́дог (валл. Tremadog, англ. Tremadoс — Тремадок) — деревня на севере Уэльса в графстве Гуинет, входящая в состав общины с центром в Портмадоге. Известна с 1811 года. Находится в полукилометре к северо-западу от Портмадога и к югу от Сноудонии у самого подножья Кембрийских гор.

## История
В 1798 г. Вильям Мэдокс, состоятельный валлиец из Денбишира, купил земли в устье реки Гласлин с целью развития этой местности и содействия развитию здесь железнодорожного сообщения. На месте современного Тремадога, уже находилось валлийское поселение, носившее тогда название Пентре Гуайлод (Pentre Gwaelod), что означает «нижняя деревня». Название сохранялось по крайней мере до 1805 г., когда были построены первые дома в районе современной Дублинской улицы. Между 1806 и 1808 гг. появилась центральная Рыночная площадь, в 1810 г. — пресвитерианская часовня Кейпел-Пениел, а ещё через полтора года, в 1811 г. — церковь Св. Марии, где сразу же повенчались дочь Мэдокса Мери и Мартин Вильямс (Martin Williams). В 1805 г. Мэдокс открыл в Тремадоге первую мануфактуру — шерстяную. Поселение возводилось строго по плану и являет собою образчик регулярной застройки.
В 1815 г. был открыт канал между Тремадогом и эстуарием Гласлина. Каналом после расширения стала водоотводная канава. Канал, называющийся И-Кит (Y Cyt), 35 лет служил для транспорта медной руды в Портмадог и перестал работать, когда была построена железная дорога, называвшаяся здесь трамваем (см. Горсетайский трамвай).

## Известные уроженцы и жители
- Перси Биши Шелли, будучи арендатором собственного дома Мэдокса, который сдавал его, чтобы оплатить постройку «Глыбы» в Портмадоге, написал здесь «Королеву Маб».
- Будущий полковник Лоуренс Аравийский родился в Тремадоге 16 августа 1888 г.
- Рестлер Барри Гриффитс по прозвищу Мэйсон Райан — 13 января 1982 г.